# Periodisierung
Unter Periodisierung versteht man die Einteilung der Geschichte in aufeinander folgende Zeitalter, historische Epochen oder Zeitabschnitte, die je für sich genommen gemeinsame Merkmale aufweisen, sich aber voneinander in wichtiger Hinsicht unterscheiden lassen. Die so zustande kommenden Epochengliederungen können jedoch nur relative Gültigkeit beanspruchen, da sie durch bestimmte Perspektiven bedingt sind. Diese hängen ab vom historischen, geographischen und kulturellen Standort der Geschichtsinterpreten sowie von der Gewichtung maßgeblicher Einflussfaktoren des Wandels, zum Beispiel unter gesellschaftspolitischen, wirtschaftlichen, ökologischen oder mentalitätsbezogenen Aspekten.
Historische Ordnungsmuster erleichtern die Erfassung geschichtlicher Prozesse und Strukturen. Von manchen Historikern wird der zugehörige Begriff Periodisierung als problematisch angesehen, da er etymologisch (altgriechisch περίοδος períodos, deutsch ‚Kreislauf‘) ein zyklisches Geschichtsbild nahelegt. Als Ersatz wurde der Begriff der Geschichtsgliederung vorgeschlagen. Dieser hat sich dafür aber nicht allgemein durchgesetzt.

## Diverse frühe Ansätze zur Erfassung von Geschichte
Darstellung und Einordnung historischen Geschehens bedürfen einer allgemeingültigen, umfassenden Zeitrechnung. „Nur innerhalb einer solchen Chronologie, die durch ihre astronomisch-mathematische Konstruktion auf der einen, durch die lineare Aufeinanderfolge des sprachlichen Erzählens von Geschichten und Geschichte auf der anderen Seite doppelt abgesichert ist, kann Zeitwahrnehmung zur Binnendifferenzierung beitragen“, schreibt Jürgen Osterhammel. Beschleunigung beispielsweise – so auch beschleunigter Wandel historischer Verhältnisse – zeichne sich erst vor dem Hintergrund eines zeitlichen Gleichmaßes ab.
Grundlegende Voraussetzung etwa für die Erstellung von Annalen war die Nutzbarkeit eines Kalenderjahres entweder auf der Basis eines Sonnen- oder eines Mondkalenders. Zu den frühen Erfassungssystemen menschlicher Geschichte gehören Königslisten in Ägypten und Vorderasien sowie die 24 Dynastiegeschichten in China. In der griechischen Antike dienten die im vierjährigen Turnus angesetzten Olympiaden als Fixpunkte der Zeitrechnung, in der Attischen Demokratie war es die Archontenliste, im Römischen Reich die Liste der Konsuln. Erst später kam es in Verbindung mit dem angenommenen Geburtsjahr Jesu Christi zur Entwicklung einer umfassenden Chronologie.
In der jüdisch-christlichen Tradition gibt es Jacques Le Goff zufolge hauptsächlich zwei Periodisierungsmodelle, jeweils verbunden mit symbolischen Zahlen: mit der 4 nach der Anzahl der Jahreszeiten und mit der 6 nach den sechs menschlichen Lebensaltern. Das erste Periodisierungsmodell finde sich im Tanach bei Daniel, der in einer Vision vier Tiere erblickt – stellvertretend für die Könige von vier Reichen –, die einander verschlingen. Noch bei De quattuor monarchiis (1556) von Johannes Sleidanus handle es sich um eine Ableitung der Periodisierung Daniels, bestehend aus den vier Reichen Babylon, Persien, Griechenland und Rom.
Der Kirchenvater und Bischof von Hippo Regius Augustinus unterschied im 9. Buch seines Werkes De civitate Dei sechs Perioden: 1. Von Adam bis Noah; 2. Von Noah bis Abraham; 3. Von Abraham bis David; 4. von David bis zur Babylonischen Gefangenschaft; 5. Von der Babylonischen Gefangenschaft bis zur Geburt Christi; 6. Bis ans Ende aller Zeiten. Im christlichen Mittelalter wurde die Weltgeschichte heilsgeschichtlich in drei Reiche eingeteilt: das der heidnischen lex naturalis, jenes der lex mosaica des Alten Testaments und das dritte, christliche Reich. Der mittelalterliche Theologe Joachim von Fiore gliederte sie in Anlehnung an die Trinität in die Zeit des Vaters (Altes Testament), die des Sohnes (Neues Testament) und in die zukünftige Zeit des Heiligen Geistes. Dieses eschatologische „Dritte Reich“ werde ein freies, glückliches Zeitalter sein, wie Offb 21  es vorhersagt.

## Die Dreiteilung der europäischen Geschichte infolge der Renaissance
In der Geschichtswissenschaft ist heute eine grundsätzliche Dreiteilung in Altertum – Mittelalter – Neuzeit gängig, auch wenn sie für Gesellschaften außerhalb Europas nicht anwendbar ist. Ihre Wurzeln liegen in der italienischen Renaissance. Von den ein neues Denken und Menschenbild reflektierenden Humanisten, die in der Antike maßgebliche Leitbilder fanden, wurde die Ära dazwischen geringschätzig als Mittelalter abgetan. Den Renaissance-Begriff prägte der Florentiner Künstler-Biograph Giorgio Vasari zur Abgrenzung der Kunst seiner Zeit von der des Mittelalters. Der Mediävist Le Goff sieht – im Gegensatz zur diesbezüglich vorwiegenden Periodisierung – die Renaissance nicht als Epochenauftakt der Neuzeit, sondern betrachtet sie als der Spätphase eines langen Mittelalters zugehörig, das für ihn erst mit Neuerungen des 18. Jahrhunderts endete: auf wirtschaftlichem Gebiet mit der Erfindung der Dampfmaschine als Auftakt zur Industrialisierung, hinsichtlich der Auswirkungen auf Philosophie und Religion mit der Erstellung und Verbreitung der von Diderot initiierten Enzyklopädie und auf politischer Ebene mit der gegen das monarchische Herrschaftsprinzip gerichteten Französischen Revolution.
Zum gängigen historischen Gliederungsprinzip wurde die Dreiteilung in Alte, Mittelalterliche und Neue Geschichte durch Christoph Cellarius, der sie seiner 1702 erschienenen dreibändigen Historia Universalis zugrunde legte. An dieses einfache Grundschema mehr oder minder anknüpfend, ist es im Zuge der geschichtswissenschaftlichen Forschung und Entwicklung zu Erweiterungen, Ausdifferenzierungen und Alternativmodellen gekommen. Der dem Altertum mit seinen ersten Hochkulturen ausgedehnt vorgelagerte Teil der Menschheitsgeschichte kam als Ur- und Frühgeschichte in Ansatz; die neuzeitliche Geschichte erwies sich spätestens in Anbetracht der Industriellen Revolution als differenzierungsbedürftig, zum Beispiel mit der Unterscheidung in Frühe Neuzeit und Neueste Geschichte. Da aber auch die letztere sich immer weiter in die jeweilige Gegenwart und Zukunft erstreckt, wird die Neueste Geschichte häufig abgelöst durch weitere Aufteilungen, etwa in Moderne und Zeitgeschichte. Periodisierungen sind wie andere wissenschaftsbasierte Theorien generell nur als Annäherungsbemühungen an ein objektives Geschichtsbild anzusehen und mit fortschreitender Erkenntnis entsprechend zu überarbeiten.
Mit der Periodisierung, heißt es bei Le Goff, bringe der Historiker bestimmte Konzeptionen von Zeit in eine Form und entwickle ein kontinuierliches Bild von der Vergangenheit. Periodisierung helfe zu verstehen, „auf welche Weise sich die Menschheit in der Dauer, in der Zeit organisiert und entwickelt.“ Einen verbreiteten Periodisierungsbedarf gab es seiner Darstellung nach erst, als Geschichte an Universitäten und Schulen in Europa als eigenes Fach auf wissenschaftlicher Grundlage unterrichtet wurde, in Deutschland bereits ab dem 16. Jahrhundert und im Allgemeinen seit dem späten 18. und frühen 19. Jahrhundert. Periodisierung ist für Le Goff unter Einschluss einer Kombination von Kontinuität und Diskontinuität mit Fernand Braudels Begriff der „langen Dauer“ in Beziehung zu setzen. Lange Perioden seien von zwar wichtigen, aber nicht entscheidenden Phasen der Veränderung geprägt, die er als Unterperioden ansieht.

## Periodisierungsprobleme und weitere Modelle
Jörn Rüsen (* 1938)  betrachtet Periodisierungen als notwendige Denkschritte zur ganzheitlichen Ordnung des geschichtlichen Erfahrungsbereichs. „Sie geben der historischen Erfahrung zeitliche Konturen, machen also die Geschehnisse der Vergangenheit auf einem sehr allgemeinen Denkniveau überhaupt erst spezifisch historisch.“ Zu den Periodisierungsproblemen, die auf den vielen unterschiedlichen Perspektiven von Geschichtsinterpreten beruhen und auf der Vielzahl der als relevant anzusehenden Aspekte, gehört die konkrete zeitliche Abgrenzung der einzelnen Epochen voneinander, die Bestimmung ihrer jeweiligen Anfangs- und Endpunkte. Für den Beginn der Neuzeit beispielsweise werden Begebenheiten wie das Aufkommen der Renaissance in Italien Mitte des 14. Jahrhunderts, Johannes Gutenbergs Druck mit beweglichen Lettern ab Mitte des 15. Jahrhunderts, die Entdeckung Amerikas durch Christoph Kolumbus 1492 oder die Anfänge der Reformation mit Martin Luther zu Ende des zweiten Jahrzehnts im 16. Jahrhundert als bedeutsam angeführt. Ein bestimmtes Ereignis oder Jahr als Epochenscheide anzunehmen, ist demnach wenig sinnvoll. Epochenschwellen ergeben sich dadurch, so Osterhammel, „dass zahlreiche feine Zeitraster übereinandergelegt werden.“ Es gehe gewissermaßen um „verdickte Aufschichtungen solcher zarten Trennlinien“ beziehungsweise um „Häufigkeitsverdichtungen von Veränderungen“. Mindestens ebenso interessant wie grobe Epochengliederungen seien „Feinperiodisierungen, die für jede menschliche Gesellschaft und für jeden Daseinsbereich von der Klimageschichte bis zur Geschichte der Kunst neu entwickelt werden müssen.“
Eine Variante des einschließlich Unterteilung der Neuzeit fünfgliedrigen eurozentrischen Periodisierungssystems stellt das am Historischen Materialismus von Karl Marx (1818–1883) und Friedrich Engels (1820–1895) entwickelte sozioökonomische Gliederungsschema dar. Die geschichtlich einander ablösenden Gesellschaftsformationen entstünden demnach aus dem zunehmenden Antagonismus zwischen dem Entwicklungsstand der Produktivkräfte und den auf der jeweiligen historischen Stufe herrschenden Produktionsverhältnissen, und zwar auf gesetzmäßig-fortschreitender Bahn. Ausgehend von der evolutionären Rolle menschlicher Arbeit ließen Marx und Engels ihr Verlaufsschema mit der klassenlosen Stammesgesellschaft beginnen, gefolgt von der Asiatischen Produktionsweise, der antiken Sklavenhaltergesellschaft, der mittelalterlichen Feudalgesellschaft und der kapitalistischen Gesellschaft ihrer Gegenwart. Diese werde, so prognostizierten sie, durch eine proletarische Revolution den Sozialismus hervorbringen, bis mit dem Ende aller Klassengegensätze danach wieder eine klassenlose Gesellschaft erreicht sei, der Kommunismus. Dieses Schema war laut Ursula A. J. Becher die letzte Konzeption, die von einer Einheit der Geschichte als einem unhinterfragt als gültig angenommenen allgemeinen Prinzip der Periodisierung ausging.
Der deutsche Soziologe Niklas Luhmann (1927–1998) sah bei aller Skepsis gegenüber Periodisierungen die Geschichte durch unterschiedliche soziale Differenzierungen gegliedert: In segmentären Gesellschaften lebten Menschen zunächst in kleinen, räumlich voneinander getrennten Stämmen oder Dörfern, in denen grundsätzlich Gleichheit und face-to-face-Kommunikation vorherrschten. In den Hochkulturen der Antike und dem Mittelalter habe dann eine stratifikatorische Differenzierung vorgeherrscht, in denen die Menschen in hierarchisch angeordneten sozialen Schichten eingeteilt waren, also etwa Besitzlose, Bauern, Adel usw. Daraus habe sich in einem langen Prozess die funktionale Differenzierung entwickelt: Soziale Systeme wie Politik, Wirtschaft, Recht, Religion, Wissenschaft usw., hätten sich verselbständigt und folgten jeweils einer eigenen Logik. Luhmann warnt allerdings davor, die Abfolge dieser Differenzierungsweisen linear zu verstehen: Sie könnten durchaus auch gleichzeitig nebeneinander vorkommen.
Der belgische Historiker Albert D’Haenens (* 1934) gliedert die Menschheitsgeschichte nach den vorherrschenden Kommunikationsweisen in drei Perioden: „Oralité, Scribalité, Electronalité“. Zunächst sei alles Wissen ausschließlich mündlich weitergegeben worden, bis nach der Erfindung der Schrift, insbesondere aber nach Einführung des Buchdrucks, die Schriftlichkeit begann vorzuherrschen. In den letzten Jahrzehnten sei Gedrucktes immer mehr von elektronischer Kommunikation wie Rundfunk und Fernsehen abgelöst worden. Rüsen führt dieses Schema als Beispiel dafür an, dass die gemeinten Perioden nicht notwendigerweise streng und ausschließlich aufeinander folgen. Vielmehr handelt es sich hierbei um Überlappungen; denn auch im Zeitalter elektronischer Kommunikation gibt es naturgemäß weiterhin Gespräche und die Lektüre von Druckwerken.

## Weltgeschichtliche Aspekte und Umwälzungen
Das im Zeichen intensiver globaler Verflechtungen und Wechselwirkungen zunehmende Bewusstsein weltweiter Zusammenhänge, Abhängigkeiten, Rivalitäten und Gewichtsverlagerungen, die Globalisierung, verweist auf die Begrenztheit und das Ungenügen standortbedingter Perspektiven bei der Geschichtsschreibung im Allgemeinen und ihrer Periodisierung im Besonderen. Daraus erklären sich diverse Bestrebungen, zu weltgeschichtlichen Betrachtungsweisen und Darstellungen zu gelangen. Für Osterhammel ist Weltgeschichtsschreibung mit dem Anspruch verbunden, Eurozentrismus ebenso zu überwinden wie jede andere Art „naiver kultureller Selbstbezogenheit“. Benötigt werde dafür nicht „die illusionäre ‚Neutralität‘ eines allwissenden Erzählers“ und auch nicht eine scheinbar „globale“ Beobachterposition; stattdessen gehe es um „ein bewusstes Spiel mit der Relativität von Sichtweisen.“
Für die ältere Geschichte lässt sich als Beispiel einer über den Eurozentrismus hinausweisenden Perspektive der von Karl Jaspers geprägte Begriff der Achsenzeit anführen. Jaspers unterteilte die Weltgeschichte in drei Phasen, deren erste durch ein unverbundenes Nebeneinander von Menschen und Kulturen geprägt gewesen sei, während die zweite Phase mit der Achsenzeit einhergehe und die dritte in der Neuzeit durch verkehrsmäßige Erschließung die Welteinheit erbracht habe.
Eine weltgeschichtliche Darstellung von Alltag und Wirtschaft im 15. bis 18. Jahrhundert legte Fernand Braudel mit seinem Werk Civilisation matérielle, économie et capitalisme (XVe–XVIIIe siècles) (auf Deutsch erschienen unter dem Titel: Sozialgeschichte des 15.–18. Jahrhunderts) vor. Im deutschsprachigen Bereich erschienen in der zweiten Hälfte des 20. Jahrhunderts Darstellungen der Weltgeschichte, die ebenfalls auf Loslösung von einer stark eurozentrischen Perspektive zielten. In der zwischen 1960 und 1965 neu aufgelegten, von Golo Mann, Alfred Heuß und August Nitschke herausgegebenen Propyläen Weltgeschichte in elf Bänden schrieb Golo Mann zur Einleitung: „Eine Weltgeschichte wie diese, die Europa nicht mehr im Mittelpunkt sieht, vielmehr die Welthaftigkeit des Geschehens unmittelbar zu fassen versucht, findet sich heute durch den Kontext mit der Gegenwart selbst bestätigt.“ Und Helmut Plessner stellte an den Anfang des „Conditio humana“ überschriebenen ersten Kapitels die Aussage: „Einer Universalgeschichte Gedanken über den Menschen, seine Natur und ihre Möglichkeiten voranzustellen sollte keiner Rechtfertigung bedürfen. Denn im weltgeschichtlichen Rahmen ist das menschliche Geschlecht als solches angesprochen, nicht nur eine bestimmte Zeit, eine Kultur, ein Volk.“ Die zwischen 1965 und 1983 als Taschenbuchausgabe erschienene Fischer Weltgeschichte in 36 Bänden, die verstärkt sozial-, wirtschafts- und mentalitätsgeschichtliche Akzente aufwies, profilierte sich auch durch einen hohen Anteil außereuropäischer Geschichte und durch eine „noch ausgeprägtere Internationalität der Autorinnen und Autoren“.
Der Archäologe und Prähistoriker Vere Gordon Childe prägte für die Schwelle von der eiszeitlichen Altsteinzeit zur nacheiszeitlichen Jungsteinzeit, an der menschliche Sesshaftigkeit, Domestizierung von Tieren und Kultivierung von Pflanzen zuerst aufgetreten sind, den Begriff der  Neolithische Revolution als Pendant zur  Industriellen Revolution – eine Periodisierung, die „eher global verallgemeinerbar war.“ Der amerikanische Ethnologe Ernest Gellner (1925–1995) unterschied in der Folge drei Perioden der Weltgeschichte: Gesellschaften von Jägern und Sammlern, Agrargesellschaften und Industriegesellschaft, die durch zwei welthistorische Revolutionen voneinander geschieden seien: die Neolithische Revolution ab dem 12. Jahrtausend v. Chr. und die Industrielle Revolution des 18. und 19. Jahrhunderts. Ein vergleichbares Periodisierungsschema präsentierte der israelische Historiker Yuval Noah Harari 2011 in seinem Buch Eine kurze Geschichte der Menschheit: 1. „Die kognitive Revolution“ von der Menschwerdung bis zu Jäger- und Sammlergesellschaften; 2. „Die landwirtschaftliche Revolution“; 3. „Die wissenschaftliche Revolution“ ab der Wende vom 15. zum 16. Jahrhundert mit „Dutzenden von Umwälzungen“ seit der Industriellen Revolution.
Jörn Rüsen bringt als Periodisierungskriterium das universalgeschichtlich im jeweiligen Zeitraum anzutreffende Ausmaß an Humanität in Ansatz. Dabei geht es darum, wie verbreitet unter den historischen Populationen sich das Anrecht auf Gleichbehandlung als Mensch bzw. im Sinne der Menschenrechte darstellt. Rüsen unterscheidet drei Phasen: In der ersten sei die Menschheitsqualität ausschließlich oder überwiegend der eigenen Gruppe konzediert worden. Humanität sei mithin partikular und exklusiv verstanden worden. In einer zweiten Phase, die Rüsen mit der von Jaspers erwogenen zweiten Achsenzeit um 1800 gleichsetzt, sei diese Menschheitsqualität zumindest prinzipiell allen Menschen zugesprochen worden, auch wenn das eigene Menschsein noch über das anderer Populationen gestellt wurde. Erst in der einschließlich der Gegenwart dritten Epoche sei die Menschheitsqualität „zur Bezugsgröße interkultureller Kommunikation unter dem Gesichtspunkt kritischer Anerkennung“ geworden.

## Periodisierung in einzelnen Fachgebieten
Außer in der allgemeinen Geschichtsschreibung spielt der Begriff der Periodisierung auch in einzelnen Fachdisziplinen eine Rolle, so in der Sprachgeschichte für das Deutsche die Einteilung in Althochdeutsch, Mittelhochdeutsch und Neuhochdeutsch, analog dazu auch in anderen Sprachen.